# Belgisch-Frans

-- HET BELGISCH TAALLANDSCHAP --
. Het Franssprekende deel van België is op deze kaart rood gekleurd

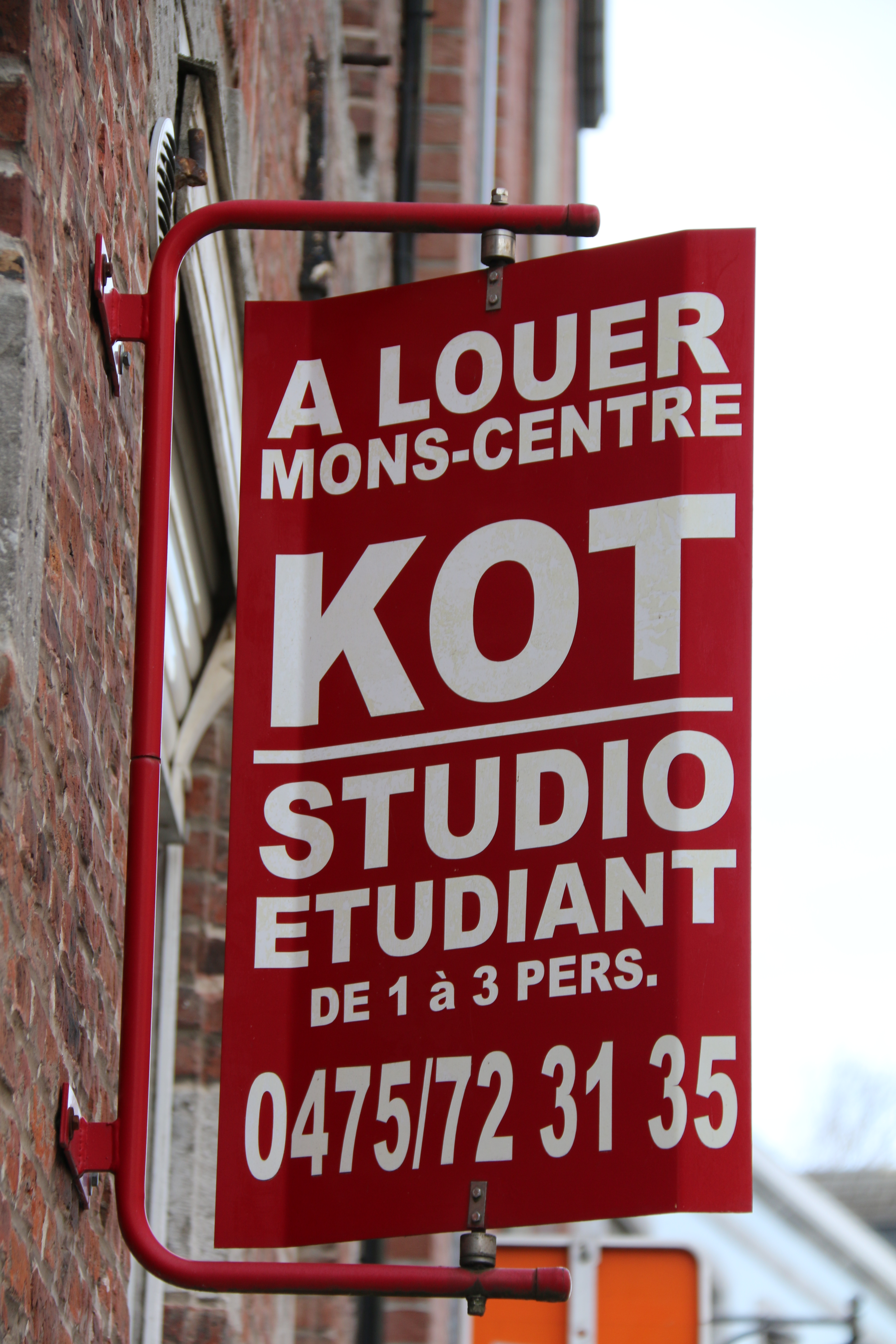
kot (studentenkamer), woord dat het Belgisch-Frans gemeen heeft met het Belgisch-Nederlands

Belgisch-Frans is de variant van het Frans die gesproken wordt in Wallonië en in Brussel. De term dient niet verward te worden met Waals en Picardisch, twee met het Frans verwante Romaanse streektalen. Het Belgisch-Frans is een regionaal gekleurde variant van het Frans en wordt in alle officiële situaties gebruikt. Men kan het Belgisch-Frans verdelen in het "Waals-Frans", met een grotere inslag van het Waals en Picardisch, en het "Brussels-Frans", met een grotere inslag van de lokale variant van het Brabants, dat bijna volledig verdween tijdens de verfransing van Brussel.

## Verschillen
Het Belgische Frans wijkt op twee manieren af: ten eerste benoemt het veel zaken op een andere, niet typisch Franse manier en ten tweede bevat het veel invloeden van het Waals, het Nederlands en het Luxemburgs. In het eerste opzicht vertoont het Belgisch-Frans overeenkomsten met het Zwitsers-Frans.
Opvallende verschillen zijn te vinden in de telwoorden:  
- de Franse woorden voor 'zeventig' en 'negentig' luiden niet soixante-dix en quatre-vingt-dix maar septante en nonante (meestal wel quatre-vingt voor 'tachtig', alhoewel huitante ook voorkomt).
- Ook wordt het woord savoir veel vaker dan in Frankrijk in plaats van pouvoir gebruikt.
- Een ander verschil is dat déjeuner in België nog altijd 'ontbijt' betekent en niet 'middagmaal', zoals in Frankrijk.
- Maar ook un pistolet is geen soort brood in Frankrijk, maar een pistool.

De invloeden van het Waals en de omringende Germaanse talen komen vooral in de volkstaal terug: zo laat men onder Nederlandse invloed de aanvoegende wijs geregeld vallen en past men constructies toe die het Frans niet toelaat. Het accent dat hierbij gebruikt wordt verschilt niet bijzonder veel van het Parijse accent maar wordt door Fransen vaak als hoekig en onvriendelijk ervaren. Het Belgisch-Frans kent een w (zoals het Waals) en heeft de neiging halfvocalen geheel te consonantiseren (vieux klinkt als vyeu, fuir als fwir).